# Xylobium
Xylobium é um género botânico pertencente à família das orquídeas (Orchidaceae). O gênero Xylobium foi proposto por John Lindley em Botanical Magazine 11: ad 897, em 1825. O Xylobium variegatum (Ruiz & Pavón) Garay & Dunst., originalmente descrito como Maxillaria variegata Ruiz & Pavón, é a espécie tipo deste gênero. O nome do gênero vem do grego xylon, madeira ou mata, e bios, vida, indicando que essas plantas vivem nas matas ou sobre madeira.

## Distribuição
Este gênero, agrupa cerca de trinta espécies de crescimento cespitoso, epífitas, ou terrestres e humícolas, ocasionalmente rupícolas, de porte e aspecto variáveis, distribuídas em ampla região, que vai do México ao sul do Brasil, onde existem quatro espécies.

## Descrição
Plantas de cultivo fácil, sua vegetação lembra muito a de Stanhopea, entretanto suas florem em nada se comparam, sendo pequenas e brotando próximas aos pseudobulbos, podem até passar despercebidas. Devido às suas comparativamente pequenas flores e ao espaço que ocupam, pois em regra são plantas de grande porte e que entouceiram rápido, as espécies Brasileiras não constam entre as preferidas dos orquidófilos, talvez com exceção do Xylobium colleyii, que tem flores mais vistosas.
Apresentam pseudobulbos robustos em regra alongados ou fusiformes, de secção redonda ou elipsóides separados por curtíssimo rizoma, em regra portando uma ou duas folhas grandes, com nervuras salientes pelo verso, atenuadas para a base, frequentemente apresentando pseudopecíolo rígido. A inflorescência é racemosa, relativamente curta, horizontal ou semi ereta, raramente pendente, e brota da base dos pseudobulbos. Pode ter poucas ou muitas flores alvacentas, avermelhadas ou pintalgadas, de muito pequenas a médias.
As flores apresentam sépalas parecidas entre si, porém a dorsal algo mais estreita, as laterais concrescidas na base, formando pequeno mento com o pé da coluna. pétalas similares às sépalas porém um pouco menores. labelo articulado com o pé da coluna, trilobado, com lobos laterais erguidos, e mediano carnoso e ca¬loso em sentido longitudinal. coluna ereta, mais grossa na base, com pé proeminente e antera apical com dois pares de polínias cerosas.

## Taxonomia
Xylobium já esteve subordinado à subtribos das Lycaste, Bifrenaria, e Maxillaria. Estudos recentes indicam que realmente é parente próximo destas alliances mas não subordinado a elas.

## Espécies
1. Xylobium aurantiacum Schltr., Beih. Bot. Centralbl. 36(2): 492 (1918).
2. Xylobium bractescens (Lindl.) Kraenzl., Orchis 2: 129 (1908).
3. Xylobium buchtienianum Kraenzl., Orchis 2: 129 (1908).
4. Xylobium chapadense (Barb.Rodr.) Cogn., Chron. Orchid. 1898: 172 (1898).
5. Xylobium coelia (Rchb.f. & Warsz.) Rolfe, Orchid Rev. 20: 43 (1912).
6. Xylobium colleyi (Bateman ex Lindl.) Rolfe, Gard. Chron. 7: 288 (1890).
7. Xylobium corrugatum (Lindl.) Rolfe, Gard. Chron. 1889(1): 458 (1889).
8. Xylobium cylindrobulbon(Regel) Schltr., Beih. Bot. Centralbl. 36(2): 493 (1918).
9. Xylobium dusenii Kraenzl., Kongl. Svenska Vetensk Akad. Handl. 46(10): 65 (1911).
10. Xylobium elatum Rolfe, Bull. Misc. Inform. Kew 1913: 341 (1913).
11. Xylobium elongatum (Lindl. & Paxton) Hemsl., Biol. Cent.-Amer., Bot. 3: 252 (1884).
12. Xylobium flavescens Schltr., Repert. Spec. Nov. Regni Veg. 12: 493 (1913).
13. Xylobium foveatum (Lindl.) G.Nicholson, Ill. Dict. Gard. 4: 225 (1887).
14. Xylobium hyacinthinum (Rchb.f.) Gentil, Pl. Cult. Serres Jard. Bot. Brux.: 194 (1907).
15. Xylobium hypocritum (Rchb.f.) Rolfe, Orchid Rev. 20: 43 (1912).
16. Xylobium leontoglossum (Rchb.f.) Benth. ex Rolfe, Gard. Chron. 1889(1): 458 (1889).
17. Xylobium miliaceum (Rchb.f.) Rolfe, Orchid Rev. 20: 43 (1912).
18. Xylobium modestum Schltr., Repert. Spec. Nov. Regni Veg. Beih. 27: 142 (1924).
19. Xylobium ornatum (Klotzsch) Rolfe, Orchid Rev. 20: 43 (1912).
20. Xylobium pallidiflorum (Hook.) G.Nicholson, Ill. Dict. Gard. 4: 225 (1887).
21. Xylobium serratum D.E.Benn. & Christenson, Icon. Orchid. Peruv.: t. 799 (2001).
22. Xylobium squalens (Lindl.) Lindl., Bot. Reg. 11: t. 897 (1825).
23. Xylobium stanhopeifolium Schltr., Repert. Spec. Nov. Regni Veg. Beih. 27: 84 (1924).
24. Xylobium subintegrum C.Schweinf., Amer. Orchid Soc. Bull. 12: 350 (1944).
25. Xylobium subpulchrum Dressler, Orquideologia 21: 310 (2000).
26. Xylobium sulfurinum (Lem.) Schltr., Beih. Bot. Centralbl. 36(2): 493 (1918).
27. Xylobium truxillense (Rchb.f.) Rolfe, Orchid Rev. 20: 43 (1912).
28. Xylobium undulatum (Ruiz & Pav.) Rolfe, Orchid Rev. 20: 43 (1912).
29. Xylobium varicosum (Rchb.f.) Rolfe, Mem. Torrey Bot. Club 4: 262 (1895).
30. Xylobium variegatum (Ruiz & Pav.) Garay & Dunst., Venez. Orchids Ill. 2: 342 (1961).
31. Xylobium zarumense Dodson, Icon. Pl. Trop. 1: t. 358 (1980).